# Carlsson (adelsätt)
Carlsson, svensk adelsätt. Karl X Gustavs son med Märta Allertz, Gustaf Carlson, upphöjdes av Konung Karl XI med oförändrat namn till greve den 9 mars 1674 med Börringe och Lindholmen som grevskap. Ätten utslocknade med honom 1708.